# Glaucocharis tafanella
Glaucocharis tafanella là một loài bướm đêm trong họ Crambidae.